# Reposapeus

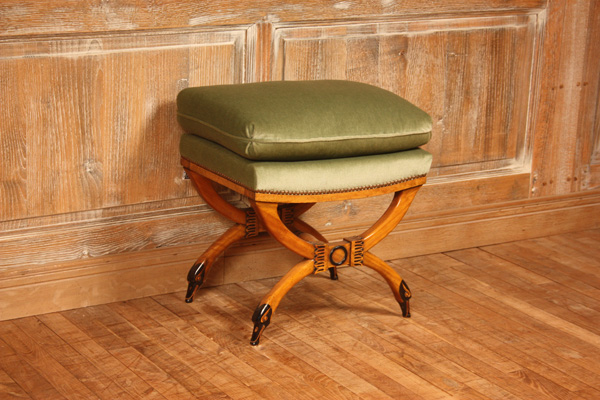
Reposapeus en "X" de l'imperi francès

Un reposapeus és un moble, el propòsit del qual és proporcionar comoditat a una persona assentada, per exemple, en una cadira o sofà. És típicament un tamboret curt, ample, de quatre ànegues amb una tapa entapissada en tela, cuir o llana i embuatada. Permet que la persona asseguda descansi els peus sobre ell, recolzant les seves cames en un nivell horitzontal, donant així lloc a l'ús del terme reposapeus.
Una forma més curta de tamboret es pot utilitzar com ajuda quan els peus d'una persona (generalment, un nen) no assoleixen el pis mentre estan assentats. En aquest cas, les cames més curtes de la persona no es col·loquen horitzontalment: el tamboret simplement es col·loca sota els seus peus.
Generalment, qualsevol objecte d'una altura convenient es pot emprar com a reposapeus eventual: un altre seient, un escriptori, o una taula poden servir a aquest efecte. Aquestes opcions generalment es consideren inapropiades, ja que les sabates (per la seva naturalesa) tendeixen a acumular molta brutícia.